# کلربنزوکسامین

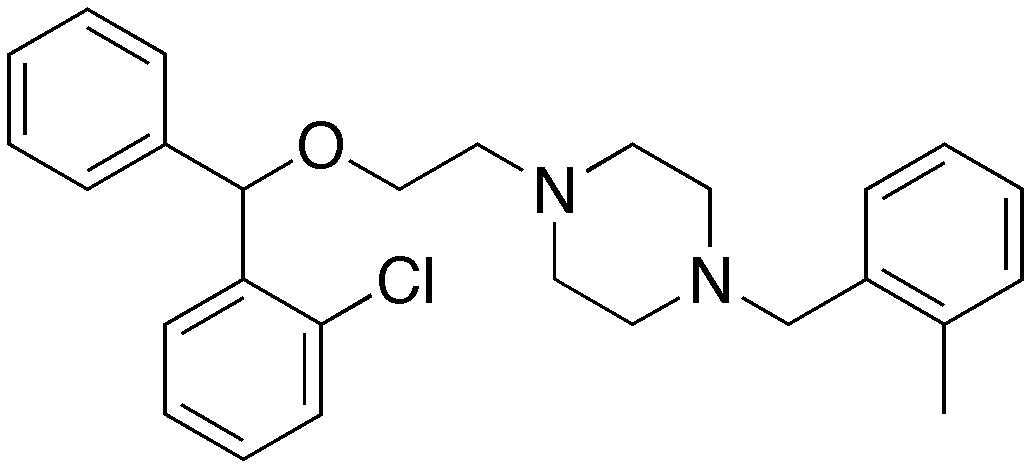
ساختار شیمیایی کلربنزوکسامین(C۲۷H۳۱ClN۲O)

کلربنزوکسامین (به انگلیسی: Chlorbenzoxamine) دارویی است که از موارد استعمال آن پیشگیری و درمان اولسر معده و اثنی عشر، گاستریت‌های ناشی از افزایش اسیدیته معدی، پرکاری سیستم واگ می‌باشد.

## ملاحظات
مصرف این دارو در مواردی همچون گلوکوم و فلجهای ایلئوزپارالیتیک ممنوع می‌باشد. همچنین در ۲۴ ساعت نباید بیشتر از ۶ قرص مصرف شود.